# Rangsit
Rangsit ( em tailandês:  รังสิต  , Predefinição:IPA-th ) é uma cidade e bairro da província de Pathum Thani, região central da Tailândia. Rangsit faz parte da região metropolitana de Bangkok e representa a expansão norte da capital tailandesa. Devido à sua posição, Rangsit converteu-se num ponto de partida para viagens às províncias do norte, nordeste e leste da Tailândia.
Rangsit se destaca na educação, pois é a casa da Universidade Rangsit, além de possuir, em suas cercanias, a Universidade de Bangkok e a Universidade Thammasat.
A área é servida pela estação Rangsit da linha norte do SRT, conhecida como linha vermelha escura.
Um dos maiores shoppings da Tailândia se encontra em Rangsit, o Future Park-ZPell.